# ولاية وا
ولاية وا هو حكم ذاتي داخل ميانمار (بورما). وهي مستقلة بحكم الواقع عن بقية البلاد ولها نظامها السياسي وتقسيماتها الإدارية وجيشها. ومع ذلك ، تعترف ولاية وا بسيادة ميانمار على جميع أراضيها.